# Méréville (Essonne)
Méréville era una comuna francesa situada en el departamento de Essonne, de la región de Isla de Francia. El 1 de enero de 2019, fusionó con Estouches y pasó a ser una comuna delegada y la cabecera de la comuna nueva de Le Mérévillois.

## Geografía
Está ubicada en la extremidad sur del departamento, a 14 km al sur de Étampes.

## Demografía
| 1 908 | 2 195 | 2 367 | 2 674 | 2 844 | 3 066 | 3 187 | 3 164 |
| Para los censos de 1962 a 1999 la población legal corresponde a la población sin duplicidades (Fuente: INSEE [Consultar]) |       |       |       |       |       |       |       |